# Generalmajor (Združeno kraljestvo)
Generalmajor (izvirno angleško Major General; okrajšava Maj Gen) je višji vojaški čin, ki je v uporabi v Britanski kopenski vojski in od leta 1996 tudi pri Kraljevih marinci; namreč od takrat ima komandant general Kraljevih marincev prav tako čin generalmajorja. Med letoma 1918 in 1919 je čin uporabljalo tudi Kraljevo vojno letalstvo.
Generalmajor je tako nadrejen brigadirju in je podrejen generalporočniku. Natova oznaka čina je OF-7; enakovreden je činu kontraadmirala v Kraljevi vojni mornarici in zračnemu podmaršalu v Kraljevem vojnem letalstvu.

## Generalmajorji Kraljevega vojnega letalstva
Med 1. aprilom 1918 in 31. julijem 1919 je Kraljevo vojno letalstvo uporabljalo tudi čin generalmajorja, nato pa je bil 1. avgusta 1919 zamenjan s činom zračnega podmaršala. V tem vmesnem obdobju so bili naslednji generali RAF imenovani v čin generalmajorja:
- Edward Ashmore
- Sefton Brancker
- Edward Ellington
- Philip Game
- Frederick Heath-Caldwell[3]
- John Higgins
- Mark Kerr
- Charles Lambe
- Charles Longcroft
- Godfrey Paine
- Geoffrey Salmond
- John Salmond
- Ernest Swinton[4]
- Frederick Sykes
- Hugh Trenchard